# Новониколаевка (Покровский район, Днепропетровская область)
Новоникола́евка (укр. Новомиколаївка) — село,
Березовский сельский совет,
Покровский район,
Днепропетровская область,
Украина.
Код КОАТУУ — 1224282305. Население по переписи 2001 года составляло 155 человек .

## Географическое положение
Село Новониколаевка находится на расстоянии в 1,5 км от села Калиновское и в 2-х км от села Берёзовое.
По селу протекает пересыхающий ручей с запрудами.

## История
- 1921 — дата основания.